# OP ruft Dr. Bruckner
OP ruft Dr. Bruckner – Die besten Ärzte Deutschlands ist eine deutsche Arztserie, die von 1996 bis 1999 in den Babelsberger Filmstudios gedreht wurde.

## Hintergrund
Vorlage für die Serie war die US-Erfolgsserie Emergency Room. Ort des Geschehens ist das fiktive Klinikum „Medical Center Berlin“, an dessen oberster Stelle der Verwaltungsdirektor Dr. Bernhard Schwemmle steht. Das Ärzteteam um Dr. Bruckner beschäftigt sich mit Grenzfällen der Medizin. In jeder Folge gibt es eine neue medizinische Herausforderung für die Berliner Ärzte. Die Serie basiert entfernt auf der Heftromanreihe „Dr. Thomas Bruckner“ aus dem Bastei Lübbe Verlag von Dr. Willy J. E. Schneidrzik.

## Ausstrahlung
Die Serie wurde auf RTL ausgestrahlt und war zu Beginn sehr erfolgreich. Nachdem die Serie nicht mehr die gewünschten Einschaltquoten erzielt hatte, stellte RTL die Serie nach 49 Folgen ein. Die Wiederholungen liefen lange Zeit im Vormittagsprogramm des Kölner Privatsenders, später im Abendprogramm von Super RTL und bis Frühjahr 2009 sogar noch auf dem neuen Sender RTL Passion. Von 2017 bis 2018 wurde die Serie auf RTLup (damals RTLplus) wiederholt. 

## Handlung
Im Mittelpunkt der Serie steht der junge Herzchirurg Dr. Thomas Bruckner, der mit seinem Team schwere intensiv-medizinische Erkrankungen behandeln muss. Bruckner hat sich besonders durch seine unkonventionellen Behandlungsmethoden einen Namen gemacht. Sein Spezialgebiet sind medizinische Grenzfälle. In der Pilotfolge Wolfskind wird einem pakistanischen Wolfskind, das an Armen, Beinen und dem kompletten Rücken Haare hat, ein neues Herz eingepflanzt. Die geschilderten Krankheitsfälle werden in der Regel immer an Patienten mit Ausnahmekrankheiten dargestellt. Bruckner wird in seinen medizinischen Bemühungen von seinen Kollegen unterstützt, die den Arzt in seinen Ideen und als Freund schätzen. Bruckners Kollegen bilden ein professionelles Team, welches für jeden noch so schwierigen Fall eine medizinische Lösung findet.
In der 2. Staffel wird der Orthopäde Dr. Oswald Weinroth der klinische Leiter des „Medical Center Berlin“ (MCB), nachdem Prof. Bergmann aus seinem Urlaub auf den Bahamas nicht zurückgekehrt. Auch die Kinderärztin Tamara Malenka verlässt nach der 1. Staffel die Serie. Auf sie folgt die Ex-Frau von Dr. Thomas Bruckner, Susan, als Kinderärztin. In der Folge Das Todesprogramm kündigt Susan wieder, da sie merkt, dass Thomas ihr für immer entglitten ist und sie mit ihren medizinischen Ansichten im MCB fehl am Platz ist.
Thomas Bruckner, der mehrere kurzweilige Affären hat, findet in der 4. Staffel in Kinderärztin Beatrice seine große Liebe. Die beiden verlassen am Ende der Serie die Klinik und gehen nach Frankreich.

## Medizinische Fehler
In der Arztserie gab es einige medizinische Fehler. So zum Beispiel wurde ein gespendetes Herz nach dem Hirntod des Organempfängers nochmals einem anderen Patienten verpflanzt. Auch wurde oft die Asystolie, die sogenannte Nulllinie im EKG, mit einem Defibrillator therapiert. Etwas, das medizinisch unrealistisch ist, da zur Defibrillation eine irreale Herztätigkeit (Kammerflimmern) noch vorhanden sein muss.

## Besetzung

### Nebendarsteller
- Mariella Ahrens: Laborassistentin Claudia Springfeld
- Susanne Wagner: Intensivschwester Pamela Kogge
- Eva Habermann: Krankenschwester Eva

### Ehemalige Haupt- und Nebendarsteller
- Michael Degen: Chefarzt Prof. Dr. Bergmann (Folgen 1-19)
- Berivan Kaya: Krankenschwester Martina Kahnweiler (Folgen 1-17)
- Olga Konskaja: Kinderärztin Dr. Tamara Malenka (Folgen 1-17)
- Cay Helmich: Kinderärztin Dr. Susan Bruckner (Folgen 18-33)
- Heike Faber: Krankenschwester Susanne Voss (Folgen 1-34)
- Alexandra Neldel: Krankenschwester Mila (Folgen 35-40)
- Vanessa Jung: Lernschwester Sophie (Folgen 36-47)

## Folgen
| Episode   | Originaltitel                   | Erstausstrahlung |
| --------- | ------------------------------- | ---------------- |
| 01 (1-01) | Das Wolfskind (Pilotfilm)       | 1996             |
| 02 (1-02) | Zeit des Vertrauens             | 1996             |
| 03 (1-03) | Zwischen Hoffnung und Tod       | 1996             |
| 04 (1-04) | Reise ins Jenseits              | 1996             |
| 05 (1-05) | Die Nacht des Vergessens        | 1996             |
| 06 (1-06) | Das verschenkte Herz            | 1996             |
| 07 (1-07) | Zerplatzte Träume               | 1997             |
| 08 (1-08) | Vom Tode auferstanden           | 1997             |
| 09 (1-09) | Stumme Schreie                  | 1997             |
| 10 (1-10) | Schrei nach Liebe               | 1997             |
| 11 (1-11) | Das gespendete Leben            | 1997             |
| 12 (1-12) | Das Herz des Clowns             | 1997             |
| 13 (1-13) | Die Verwechslung                | 1997             |
| 14 (1-14) | Ein schwarzer Tag               | 1997             |
| 15 (1-15) | Der lange Abschied              | 1997             |
| 16 (1-16) | Wahrheit und Lüge               | 1997             |
| 17 (1-17) | Das recycelte Herz              | 1997             |
| 18 (2-01) | Blackout                        | 1998             |
| 19 (2-02) | Die vernähte Frau               | 1998             |
| 20 (2-03) | Das Gesetz der Angst            | 1998             |
| 21 (2-04) | Die Prophezeiung                | 1998             |
| 22 (2-05) | Reise in einen anderen Körper   | 1998             |
| 23 (2-06) | Von Liebe und Tod               | 1998             |
| 24 (3-01) | Das neue Gesicht                | 2000             |
| 25 (3-02) | Das Känguruh-Herz               | 2000             |
| 26 (3-03) | Ein Albtraum                    | 2000             |
| 27 (3-04) | Tödliches Andenken              | 2000             |
| 28 (3-05) | Einmal ins Jenseits und zurück  | 2000             |
| 29 (3-06) | Drei Millionen Volt             | 2000             |
| 30 (3-07) | Der Todeskuss                   | 2000             |
| 31 (3-08) | Die Antenne im Kopf             | 2000             |
| 32 (3-09) | Die Sammlung Seibt              | 2000             |
| 33 (3-10) | Das Todesprogramm               | 2000             |
| 34 (3-11) | Verschüttet                     | 2000             |
| 35 (3-12) | Invasion der Ratten             | 2000             |
| 36 (3-13) | Der Vampir                      | 2000             |
| 37 (3-14) | Die Bombe im Bauch              | 2000             |
| 38 (3-15) | Das Känguruh-Kind               | 2000             |
| 39 (3-16) | Selbstjustiz                    | 2000             |
| 40 (4-01) | Tödlicher Schatten              | 2001             |
| 41 (4-02) | Ein unerwarteter Besuch         | 2001             |
| 42 (4-03) | Babyboom                        | 2001             |
| 43 (4-04) | Die Frucht des Verbrechens      | 2001             |
| 44 (4-05) | Jung und eingesperrt            | 2001             |
| 45 (4-06) | Der Mann, der aus der Kälte kam | 2001             |
| 46 (4-07) | Die Finger des Geigers          | 2001             |
| 47 (4-08) | Ein schöner Tod                 | 2001             |
| 48 (4-09) | Der Kongress                    | 2001             |
| 49 (4-10) | Day Dream                       | 2001             |

## Kritik
- Michael Reufsteck und Stefan Niggemeier schreiben in ihrem Fernsehlexikon, dass OP ruft Dr. Bruckner „zumindest in Ansätzen der Kottan ermittelt unter den Arztserien [sei]“. Die Serie pendele dauernd zwischen „strunzblöd und genial clever“.[2]